# Ouaco
Ouaco est un village situé sur la commune de Kaala-Gomen, en Nouvelle-Calédonie. L'élevage de cerf est pratiqué par certains éleveurs, mais l'activité principale du village est l'exploitation de nickel. La Société minière du Sud Pacifique, alors propriété de la famille Lafleur, a été créée à Ouaco en 1969 où elle exploitait à proximité un domaine minier appartenant à la SLN dont elle était amodiataire jusqu’en 2000. Ce centre minier est demeuré le cœur opérationnel de la société après son rachat par la Société financière et de développement de la Province Nord (Sofinor).

## Historique
Le village de Ouaco s’est érigé au début des années 1900 autour de la conserverie de viande de bœuf construite par la Société d’élevage de Ouaco qui possédait le plus grand cheptel de Nouvelle-Calédonie sur un immense domaine de plusieurs milliers d’hectares (dont 27000 hectares ayant appartenu à la Compagnie de la Nouvelle-Calédonie). Ce point de la côte calédonienne est le plus proche de l’Australie et c’est là qu'est aussi établie la première liaison téléphonique, par un câble sous-marin, avec le grand pays voisin.
Après avoir racheté la Société de Ouaco a Mr Appleton, Henri Lafleur se lance dans l’activité minière sur le massif de Ouazanghou en 1968, puis sur celui de Taom l’année suivante, exploitant des concessions de la SLN. Le groupe Pentecost procédait déjà à l’extraction de minerai de nickel dans ce secteur. La plupart des familles qui étaient installées dans le village et travaillaient dans l’élevage y restèrent en s’adaptant à la nouvelle vocation du site. C’est donc là que la SMSP s’est constituée en 1969 lorsque la famille Lafleur a souhaité faire appel à de nouveaux actionnaires. Elle a été rachetée, ainsi que l’ensemble du village, par la Sofinor (holding de la Province nord) en 1990, après la signature des Accords de Matignon, et a poursuivi l’activité d’extraction au profit de la SLN et de clients étrangers à l’exportation.
Mais le village de Ouaco reste, même après cette vente, fortement lié à la famille Lafleur et tout particulièrement au député Jacques Lafleur ainsi qu'à ses enfants, qui y possèdent toujours une propriété ainsi que la conserverie de « Bœuf Ouaco ». Après le décès de l'ancien homme fort de la scène politique locale, une stèle commémorative a été édifiée sur la propriété Lafleur.